# Затворенице: Албум Женског одељења Пожаревачког казненог завода
Затворенице : албум Женског одељења Пожаревачког казненог завода (1898) је књига Милутина А. Поповића (1866-1935), прва те врсте у српској култури кујa je после 119 година поново објављена 2017. године у издању издавачке куће "Лагуна" из Београда. Књигу је приредила Светлана Томић.

## О аутору
Милутин А. Поповић је анонимни аутор који се не помиње у енциклопедијама и лексиконима.

## Књига из 1898. године
Књига Албум женског оделења Пожаревачког казненог завода са статистиком први пут је објављена 1898. године у издању Штампарије Ђорђа Наумовића у Пожаревцу.

## О делу
Књига је објављена у Лагуниној едицији "Савременице". У књизи се налази 35 прича о затвореницама, као и илустрације и фотографије, табеле са статистиком њихових злодела. Књига представља сведочанства тих жена, приче о злочинима у другој половини XИX века. Скуп извештаја и прича о женама које су извршиле различите злочине: убиства мужева, деце, тровања, силовања, кривотворење новца, пљачкале, скривале хајдуке,...
Милутина А. Поповића је успео да представи и околности читавих тих злочиначких дела, околности под којима су јунакиње књиге стасавале, живеле, удавале се и чиниле прељубе или убијале своје мучитеље.
У књизи су описани и затвори у Србији почетком 19. века.